# Bambeke
Bambeke (Frans: Bambecque) is een gemeente in de Franse Westhoek in het Franse Noorderdepartement (Frans: département du Nord). De gemeente ligt in Frans-Vlaanderen tegen De Schreve, in het midden van de streek het Houtland. In Bambeke verlaat de rivier de IJzer Frankrijk en komt zij West-Vlaanderen binnen. In Bambeke ligt ook nog het gehuchtje Kruystraete, op twee kilometer afstand aan de oostkant van de dorpskern van Bambeke, aan de doorgaande weg tussen Hondschote en Steenvoorde. De gemeente telde op 1 januari 2022 842 inwoners. 

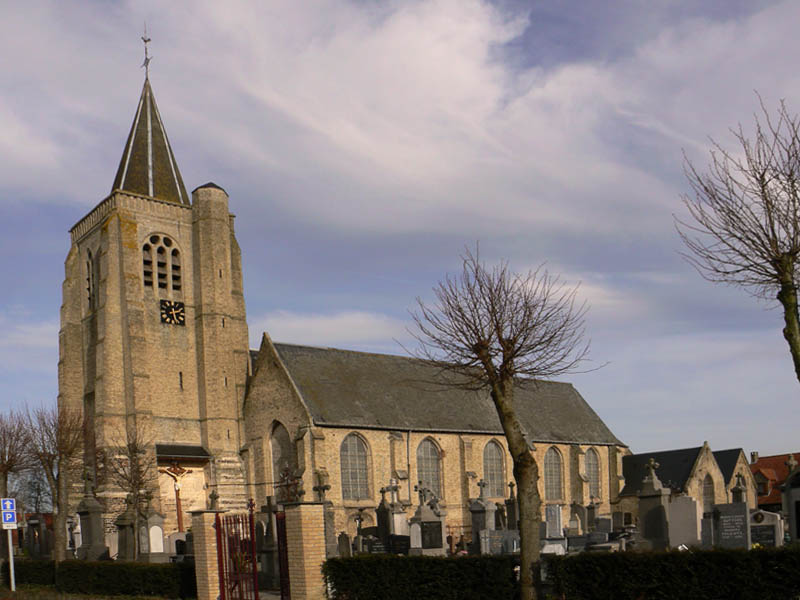
De Sint-Omaarskerk

## Geografie
De oppervlakte van Bambeke bedroeg op 1 januari 2022 11,81 vierkante kilometer; de bevolkingsdichtheid was toen 71,3 inwoners per km². De geografische coördinaten zijn 50° 54' N.B. 2° 33' O.L. 

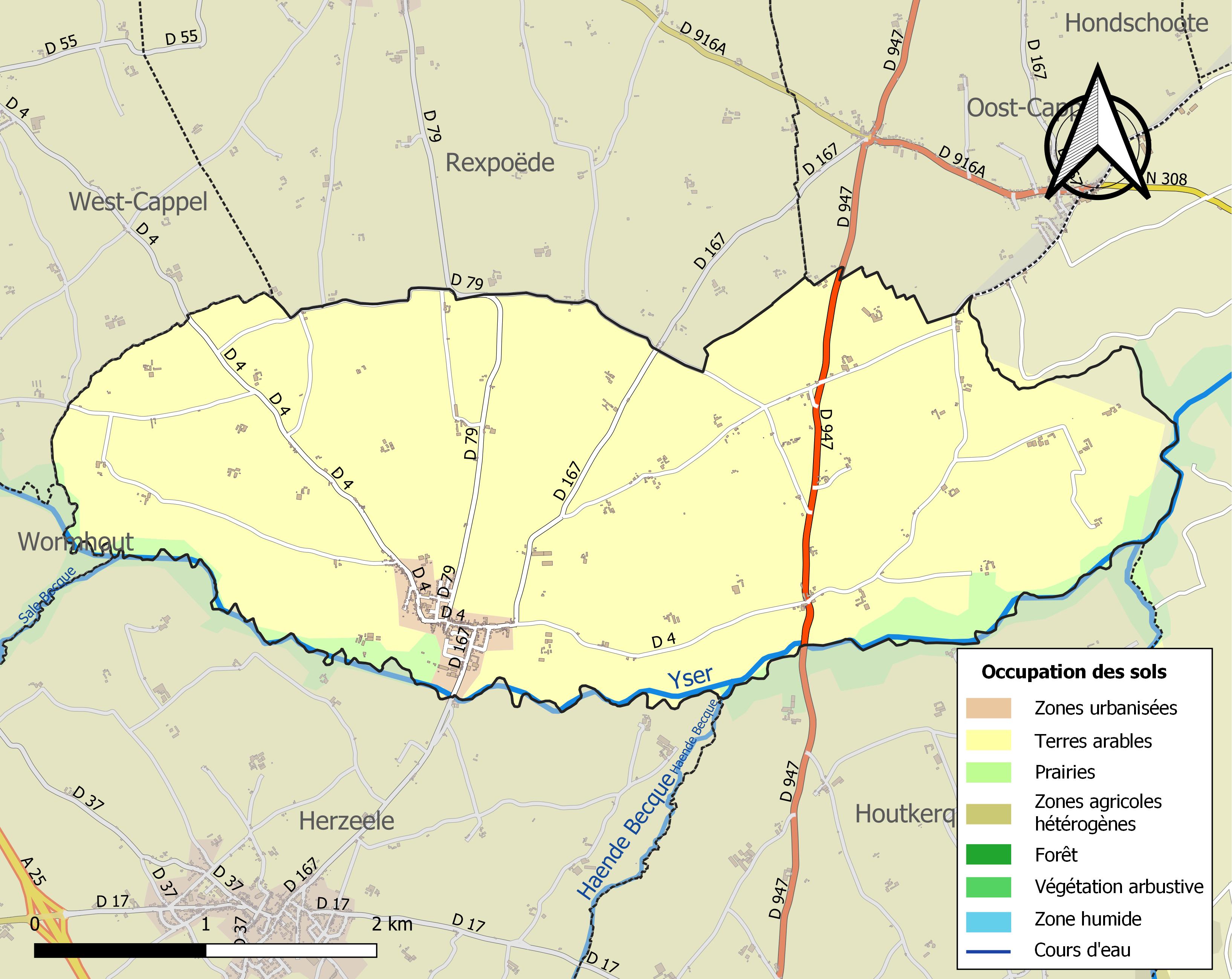
Kaart van de gemeente met belangrijkste infrastructuur, bodemgebruik en omliggende gemeenten

## Geschiedenis
Bambeke werd voor het eerst vermeld in 1123 als Babenbeca, de combinatie van een persoonsnaam en beek.

## Bezienswaardigheden
- De beschermde Sint-Omaarskerk (Église Saint-Omer).
- Het Kasteel Ingelshof (ook wel Engelshof) van 1789. Voordien het domein van een heerlijkheid, dat al in de 12e eeuw werd vermeld, tegenwoordig een hoeve en een groepsaccommodatie.

Zie ook
- Moulin à Farine.

## Natuur en landschap
Bambeke ligt in het Franse Houtland, op een hoogte van 8 meter. Omdat door ruilverkavelingen in de 2e helft van de 20e eeuw veel van het kleinschalige landschap verloren is gegaan, is tussen Bambeke en Herzele een regionaal natuurreservaat ingesteld, het Réserve naturelle régionale du vallon de la Petite Becque. Ten zuiden van Bambeke loopt de IJzer in oostelijke richting, die voor het gehucht Kruystraete het riviertje de Herzele in zich opneemt en dan de Frans-Belgische grens passeert.

## Demografie
Onderstaande figuur toont het verloop van het inwonertal (bron: INSEE-tellingen).

## Nabijgelegen kernen
Herzele, Rekspoede, Westkappel, Oostkappel